# Gyldenstolpia
Gyldenstolpia és un gènere de rosegadors de la família dels cricètids.

## Etimologia
El gènere fou dedicat al zoòleg suec Nils Gyldenstolpe.

## Descripció

### Dimensions
El gènere Gyldenstolpia agrupa rosegadors de grans dimensions, amb una llargada de cap a gropa de 160–205 mm, una cua de 75–118 mm i un pes de fins a 139 g.

### Característiques cranials i dentals
El crani és robust i el rostre és moderadament llarg. Els forats palatins són llargs i estrets. Les incisives superiors són taronja, llises i ortodontes, o amb puntes que apunten cap avall. Les molars tenen la corona alta.

### Aspecte
El cos és robust i adaptat a una vida parcialment subterrània. El pelatge és curt i eriçonat. Les parts dorsals varien del marró fosc al marró-grisenc, sovint amb reflexos verdosos, mentre que les parts ventrals són blanc-grisenques. Les orelles són petites i rodones. Les plantes dels peus manquen de pèls i tenen sis coixinets carnosos. La cua és aproximadament la meitat de llarga que el cap i del cos, uniformement fosca i coberta de petites escates, cadascuna amb tres pèls. Les femelles presenten quatre parells de mamelles.

## Distribució
El gènere es troba al Brasil meridional i l'Argentina nord-oriental.

## Taxonomia
El gènere comprèn dues espècies.
- Gyldenstolpia fronto
- Gyldenstolpia planaltensis

Fins al 2009 les dues espècies s'incloïen al gènere Kunsia.